# Bobigny – Pablo Picasso
Bobigny – Pablo Picasso (Préfecture – Hôtel du Département) – stacja końcowa piątej linii i budowana stacja piętnastej linii paryskiego metra. Stacja znajduje się w gminie Bobigny. Stację otwarto 25 kwietnia 1985 roku na linii pomarańczowej; otwarcie na linii bordowej planowane jest na 2030 rok. W okolicy mieszczą się elektrowozownia i warsztaty – Ateliers de Bobigny dla linii nr 5 i linii tramwajowej T1. To była stacja końcowa dla linii tramwajowej T1 w latach 1992–2003 przed jej przedłużeniem do stacji RER E Noisy-le-sec.

## Połączenia autobusowe i tramwajowe
- autobusy RATP: 134, 146, 148, 234, 251, 301, 303, 322
- autobusy Veolia TRA: 615, 620, 690
- autobusy CIF: 93
- autobusy FST: 54, 08
- autobusy nocne: N13, N41, N45
- tramwaje: T1